# Estado ligado
Estado ligado é um estado em que o sistema físico não possui energia suficiente para perder sua configuração. Em geral, estados ligados possuem energia total negativa.
Por exemplo, considere a Terra orbitando em torno do Sol. Como a energia cinética da Terra é bem menor que a energia necessária para escapar, ela permanecerá orbitando por um tempo indeterminado. O mesmo se pode dizer de um elétron que orbita em torno de um núcleo positivo. Em ambos os casos é correto afirmar que o sistema ocupa um estado ligado.